# Catacombes juives de Venosa
Les catacombes juives de Venosa sont un ensemble structures funéraires souterraines utilisées entre la fin de l'Antiquité et le début du Moyen Âge par une importante communauté juive locale florissante de la cité de Venusia / Venosa. Les vestiges archéologiques qui nous sont parvenus de ces catacombes sont datés, principalement par l'épigraphie, entre le IIIe siècle et le VIIe siècle, période au cours de laquelle elles sont régulièrement utilisées pour les rituels funéraires,. En 2007, les catacombes sont ouvertes au public.

## Description
Ces catacombes se présentent sous la forme d'une série de couloirs creusés sous la colline de la Maddalena, en périphérie du centre actuel de Venosa. Les sépultures sont installées dans des niches creusées le long de ces boyaux. Elles sont ornées de nombreuses représentations peintes à la fresque et d'inscriptions hébraïques, grecques et latines traduisant la présence d'une importante communauté juive dans la cité. Les catacombes furent découvertes en 1853 et font l'objet d'une étude systématique à partir de 1974, grâce aux travaux de Cesare Colafemmina.
Au total, soixante-dix inscriptions funéraires sont identifiées dans le complexe funéraire, mêlant des épitaphes en latin, en grec hellénistique et en hébreu, dont l'une est datée exactement de 521 apr. J.-C..

## Communauté juive de Venosa

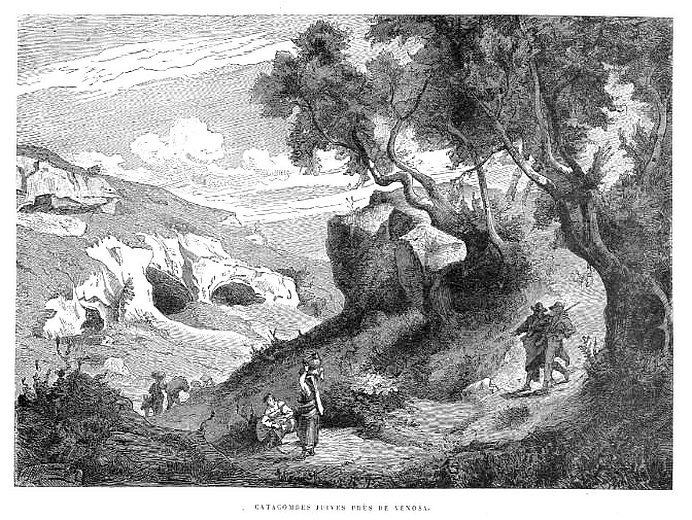
Entrée des catacombes (à gauche) dans une estampe du XIXe siècle

Les catacombes constituent un important témoignage archéologique puisque, selon Giancarlo Lacerenza, elles fournissent le meilleur échantillon représentatif de la société juive du sud de l'Italie tardo-antique et documentent le niveau d'intégration et de participation de la communauté juive à la vie publique locale. Le degré d'intégration est également attesté par la contamination et la compénétration entre l'onomastique hébraïque traditionnelle et l'onomastique gréco-romaine, ainsi que par le niveau social relativement élevé occupé par certaines familles juives de Venosa.
A côté de ces catacombes se trouvait une autre structure funéraire qui abritait les défunts de la communauté chrétienne locale, une proximité qui apporte un témoignage tangible du climat de coexistence pacifique et tolérante entre juifs et chrétiens dans la région à la fin de l'Antiquité.
Cette nécropole antique tardive peut être comparée à une autre nécropole juive de Venosa du IXe siècle : dans ce dernier cas, on note la fracture qui s'est produite au cours des siècles, marquée par la disparition quasi totale du latin et du grec au profit de l'hébreu dans les épitaphes de ce deuxième complexe.